# 922-es busz (Pécs)
A pécsi 922-es jelzésű autóbusz egy megszűnt éjszakai autóbuszvonal, a járatok a Hősök tere - Mecsekszabolcs - Budai állomás - Zsolnay-szobor - Főpályaudvar  útvonalon közlekedtek.
Ellenkező irányban 912-es és 917-es jelzéssel közlekedett.

## Útvonala
A járatok útvonala:
| Hősök tere – Főpályaudvar |
| --- |
| - Hősök tere - Komlói út - Szabolcsi út - Szabadságharc u. - Szabolcsi út - Komlói út - Zsolnay Vilmos út - Rákóczi út - Szabadság utca - Főpályaudvar, Indóház tér |

## Hasznos linkek
- Megnézheti, hol tartanak a 922-es buszok